# Schonstett
Schonstett är en kommun och ort i Landkreis Rosenheim i Regierungsbezirk Oberbayern i förbundslandet Bayern i Tyskland.
Kommunen ingår i kommunalförbundet Halfing tillsammans med kommunerna Halfing och Höslwang.